# 亦里班汗
亦里班汗（?—?），金帳汗國君主（1373年左右在位）。
白帐汗国的兀鲁斯汗干涉金帳汗國的汗位，击败马麦拥立的大汗马哈麻·不剌，在萨莱称汗。亦里班汗不服兀鲁斯汗，於回历775年（1373年—1374年），在小萨莱和乌拉尔河流域下游铸币。当时小萨莱还有阿剌·火者。
| 前任： 兀鲁斯 | 金帐汗国君主 1373年—1374年 | 繼任： 哈只·彻尔客思 |